# هند الإرياني
هند الإرياني كاتبة وناشطة يمنية، حصلت على جائزة المرأة العربية لعام 2017 
عرفت هند بحملاتها ضد القات وكذلك عرفت أيضا بدفاعها عن حقوق المرأة والطفل وحقوق مجتمع الميم. وحقوق البهائيين الذين يعانون من الاضطهاد من قبل سلطة الحوثيين في صنعاء. وعملت هند الإرياني عن كثب مع المبعوث الخاص للأمم المتحدة مارتن غريفيث وقادة الحوثيين لتأمين إطلاق سراح البهائيين الستة.

## حياتها وتعليمها
حاصلة على بكالوريوس علوم كمبيوتر من صنعاء وماجستير إدارة أعمال من بيروت.

## حملاتها
قادت هند الإرياني عدة حملات ضد القات أثارت جدلاً واسعاً،  نتجت عنها قرارات حكومية مما جعل وكالة البي بي سي تسلط الضوء عليها ضمن تغطية 100 امرأة.

### حملة يوم بلا قات
أعلنت هند الإرياني من صفحتها في موقع تويتر بأن يكون يوم 12 يناير 2012 يوم بلا قات والتي لاقت صدى واسعاً . تفاعل مع الحملة نشطاء في وسائل التواصل الاجتماعي، وتم بالمساواة مع ذلك توزيع منشورات توعوية في الجامعات في صنعاء، وقامت مؤسسة أجيال بلا قات بنصب خيمة توعوية في ساحة الحرية في تعز  سمي اليوم هذا باليوم الوطني لمكافحة القات ويتم الاحتفال به كل عام 

### مؤتمر الحوار الوطني
تمت دعوة هند الإرياني لزيارة مؤتمر الحوار الوطني الذي يناقش من ضمن القضايا تأثير القات على شح المياه وعلى الأراضي الزراعية، كانت نتيجة الزيارة التي كُتب عنها في الصفحة الإلكترونية الخاصة بالحوار الوطني  أن يتم ادراج بند عن إستراتيجية وطنية لحل مشكلة القات تدريجياً وبالتعويض.
تم التصويت على هذا البند بالإجماع وبعد ذلك أضيف لمسودة الدستور اليمني الجديد. 